# 6号雷管
6号雷管（ろくごうらいかん）とは、日本で最も一般的に使用されている雷管である。

## 概要
長さ35ミリ、外形6.5ミリ、内径6.2ミリの銅、鉄、アルミニウムなどで出来た管の中に添装薬と起爆薬を詰めた物で底部には1ミリの深さの窪みがある。この窪みはモンロー効果によって管底方向への威力を増大させるための物である。

## 起爆薬
- 導火線の炎によって爆轟を起し添装薬を確実に爆轟させる。
- ジアゾジニトロフェノールに塩素酸カリウムを配合した物を0.2g使用している。

## 添装薬
- 爆薬を起爆させる。
- RDXやペンスリットなど0.4g使用している。